# Gmelinit
Gmelinit – minerał z gromady krzemianów, zaliczany do grupy zeolitów. Należy do grupy minerałów bardzo rzadkich.
Nazwa pochodzi od nazwiska niemieckiego mineraloga i chemika Christiana Gmelina (1792-1860). Gmelinit-(Na) znany jest od 1825 r.; Gmelinit-(Ca) od 1998 r.; Gmelinit-(K) od 2001 r.

## Właściwości
Krystalizuje w układzie heksagonalnym. Zazwyczaj tworzy kryształy o pokroju tabliczkowym, izometryczne. Przyjmuje postać romboedrów, czasami bipiramidy heksagonalnej. Na ścianach kryształów widoczne prążkowanie. Często tworzy zbliźniaczenia o przerastających się osobnikach i szczotki krystaliczne. Charakterystyczna postać kryształów pozwala na jednoznaczną identyfikację minerału. Występuje najczęściej w postaci wolno stojących grup kryształów. 

### Występowanie
Występuje w pustkach skał wulkanicznych. Także w żyłach hydrotermalnych. Współwystępuje z chabazytem, heulandytem, phillipsytem, kalcytem.
Miejsca występowania: Irlandia Północna, Wielka Brytania – Szkocja, Kanada, Niemcy, Włochy, Australia.

### Zastosowanie
- ma znaczenie naukowe,
- czasami interesuje kolekcjonerów.